# Peixe-fita-do-Pacífico
O peixe-fita-do-pacífico (Zu elongatus), é uma espécie de peixe-fita restrito a águas austrais subtropicais e temperadas dos Oceanos Atlântico, Índico e Pacífico. Pertence a ordem Lampriformes e está taxonomicamente relacionado com os Regalecidae (Peixes-remo) e Lampridae (Peixes-sol). Frequentemente  é confundido com Zu cristatus (peixe-fita-do-Atlântico), nativo de águas tropicais.
Os juvenis são translúcidos e prateados, com manchas escuras pelo corpo e possuindo barbatanas filamentosas que o ajudam a se mimetizar como sifonóforos em águas abertas. No estágio juvenil vivem a deriva em águas oceânicas e costeiras, onde se alimentam de plâncton. Já os adultos, possuem um corpo robusto e prateado, preferindo viver em águas profundas durante o dia e subindo até a superfície durante a noite para se alimentar.
É uma espécie restrita a águas frias subtropicais e temperadas do hemisfério sul, podendo ser encontrado no Atlântico na costa da Namíbia para Kwazulu-Natal, na África do Sul, Oceano Índico, para ilhas austrais do Pacífico até a Nova Zelândia, raramente visto na Tasmânia, Austrália.